# Objecte separat

Objectes transneptunians més enllà de 100UA: SDO (en gris) i objectes separats (en blanc)

Els objectes separats són un tipus de cossos dinàmics a l'exterior del sistema solar més enllà de l'òrbita de Neptú. Aquests objectes tenen òrbites on els punts de màxima aproximació al Sol (periheli) són prou distants de la influència gravitacional de Neptú que no es veuen afectats fonamentalment per Neptú i els altres planetes: això els fa semblar "separats" del sistema solar.
D'aquesta manera, difereixen substancialment de la majoria dels objectes transneptunians (TNOs) coneguts, que formen un conjunt vagament definit de les poblacions que han estat pertorbades en diversos graus en la seva òrbita actual per trobades gravitacionals amb gegants gasosos, predominantment Neptú. Els objectes separats tenen perihelis més grans que aquestes altres poblacions de TNO, incloent ELS objectes en ressonància orbital amb Neptú, com Plutó, els objectes clàssics del Cinturó de Kuiper en òrbites no ressonants com ara Makemake, i objectes del disc dispers com Eris.
Els objectes separats també han fet referència a la literatura científica com els objectes estesos del disc dispers (extended scattered disc objects o E-SDO), els objectes separats distants (distant detached objects o DDO), o dispersos estesos (scattered–extended), com en la classificació oficial per la Deep Ecliptic Survey. Això reflecteix la gradació dinàmica que pot existir entre els paràmetres orbitals del disc dispers i la població independent.
Almenys nou d'aquests cossos han estat identificats de manera segura, de les quals la més gran, més distant, i el més conegut és Sedna.